# Paï : L'Élue d'un peuple nouveau
Pour plus de détails, voir Fiche technique et Distribution.
Paï : L'Élue d'un peuple nouveau (Whale Rider), ou La Légende des baleines au Québec, est un film néo-zélandais réalisé par Niki Caro, sorti en 2002.

## Synopsis
Paikea naît le jour de la mort de sa mère. Avec elle décède le jumeau de Pai, qui porte le prénom d'un ancêtre des Maoris, venu de la mer à dos de baleine. Selon la coutume maori, c'est le premier descendant mâle de la famille qui prend la tête du clan. Or, le seul descendant de la famille est Paikea, une fille, ce qui représente une immense déception pour son grand-père.
À douze ans, Paikea décide néanmoins de prouver qu'elle est capable de devenir le leader de son clan et prouver à son grand-père qu'elle n'est pas une incapable, malgré son sexe. Son grand-père refusant de l'écouter, elle essaye d'appeler les baleines pour lui venir en aide, mais celles-ci s'échouent sur la plage. En voyant cela, son grand-père comprend que quelqu'un a fait quelque chose de grave, sans comprendre qui ou quoi ni se remettre en question.
Tout le village se mobilise pour forcer les baleines à retourner au large sans succès jusqu'à ce que Pai persuade la plus grande des baleines de repartir. Dès lors, Koro, le grand-père, ne peut plus nier le pouvoir de Paikea et accepte finalement que ce soit une fille qui devienne chef de clan.

## Fiche technique
Sauf indication contraire, les informations mentionnées dans cette section peuvent être confirmées par la base de données cinématographiques IMDb,  présente dans la section « Liens externes ».
- Titre : Paï : L'Élue d'un peuple nouveau
- Titre québécois : La Légende des baleines
- Titre original : Whale Rider
- Réalisation : Niki Caro
- Scénario : Niki Caro, d'après le roman de Witi Ihimaera
- Musique : Lisa Gerrard
- Direction artistique : Grace Mok
- Décors : Grant Major
- Costumes : Kirsty Cameron
- Son : Stephan Colli
- Photographie : Leon Narbey
- Montage : David Coulson
- Production : John Barnett, Reinhard Brundig, Bill Gavin, Linda Goldstein Knowlton, Frank Hübner, Tim Sanders
- Sociétés de production : ApolloMedia Distribution, Filmstiftung Nordrhein-Westfalen, New Zealand Film Commission, New Zealand Film Production Fund, New Zealand On Air, Pandora Filmproduktion, South Pacific Pictures
- Sociétés de distribution : Kinowelt Home Entertainment, Pandora Filmproduktion
- Sociétés d'effets spéciaux : Film Effects Co. Ltd., Glasshammer Visual Effects, TVT. Postproduction
- Budget de production : 6 000 000 NZD
- Pays d'origine :  Nouvelle-Zélande,  Allemagne
- Langues originales : anglais, maori
- Format : couleurs - 2,35:1 - Dolby Digital - 35 mm
- Genre : drame
- Durée : 101 minutes
- Dates de sortie : 
  - France : 17 septembre 2003
  - Nouvelle-Zélande : 30 janvier 2003
  - Allemagne : 14 août 2003

## Distribution
- Keisha Castle-Hughes (VQ : Catherine Brunet) : Paikea (« Paï »)
- Rawiri Paratene (VQ : Manuel Tadros) : Koro
- Vicky Haughton (VQ : Élizabeth Lesieur) : Nanny Flowers
- Cliff Curtis (VQ : Daniel Picard) : Porourangi
- Grant Roa (VQ : Patrice Dubois) : Oncle Rawiri
- Mana Taumaunu (VQ : Alexis del Vecchio) : Hemi
- Rachel House : Shilo

Source et légende : Version québécoise (VQ) sur Doublage Québec.

## Distinctions
- Ce film fait partie de la liste du BFI des 50 films à voir avant d'avoir 14 ans établie en 2005 par le British Film Institute.

| Date              | Distinction                             | Catégorie                                     | Nom                                     | Résultat   |
| ----------------- | --------------------------------------- | --------------------------------------------- | --------------------------------------- | ---------- |
| 7 au 15 août 2003 | Cinemanila International Film Festival  | Prix spécial du jury                          | Niki Caro                               | Lauréat    |
| 4 novembre 2003   | British Independent Film Awards         | Meilleur film indépendant en langue étrangère | Paï                                     | Nomination |
| 21 novembre 2003  | Australian Film Institute               | Meilleur film en langue étrangère             | John Barnett, Frank Hübner, Tim Sanders | Nomination |
| 10 janvier 2004   | Critics' Choice Movie Awards            | Meilleur espoir                               | Keisha Castle-Hughes                    | Lauréat    |
| 10 janvier 2004   | Critics' Choice Movie Awards            | Meilleur film de famille                      | Paï                                     | Nomination |
| 21 janvier 2004   | Chicago Film Critics Association Awards | Actrice la plus prometteuse                   | Keisha Castle-Hughes                    | Lauréat    |
| 21 janvier 2004   | Chicago Film Critics Association Awards | Meilleure actrice                             | Keisha Castle-Hughes                    | Nomination |
| 21 janvier 2004   | Chicago Film Critics Association Awards | Réalisateur le plus prometteur                | Niki Caro                               | Nomination |
| 22 février 2004   | Screen Actors Guild Awards              | Meilleure actrice dans un second rôle         | Keisha Castle-Hughes                    | Nomination |
| 29 février 2004   | Oscars du cinéma                        | Meilleure actrice                             | Keisha Castle-Hughes                    | Nomination |

## Sortie vidéo
Le film sort en combo DVD/Blu-ray le 25 août 2020 édité par Elephant Films.